# Retinoblastomprotein
Retinoblastomprotein (proteinet förkortat pRb eller Rb, genen förkortad RB eller RB1) är en tumörsuppressor. RB inhiberar transkriptionsfaktorn E2F vars målgener är viktiga vid replikation, detta hindrar dessa proteiner från att uttryckas. När RB blir fosforylerad av en cyklin-beroende kinas (CDK) kommer den att släppa, vilket behövs för fortskridandet av cellcykeln. Om båda allelerna för genen är muterade leder det till retinoblastom. Vid inhibering av RB av exempelvis ett onkoprotein kan detta också leda till cancer.  